# 宇佐美隧道
宇佐美隧道（うさみずいどう）は、静岡県伊東市にある国道135号の旧道にあるトンネルである。全長114m、幅員5m、高さ4m。

## 沿革
1925年（大正14年）: 宇佐美隧道完成
- 1977年（昭和52年）: 災害防除工事実行
- 1985年（昭和60年）: 災害防除工事実行
- 1990年（平成2年）: 新宇佐美トンネル工事着工

- 1993年（平成5年）: 新宇佐美トンネル供用開始に伴い国道指定解除、廃道となる

## 現在
- 隧道の宇佐美側には釣具店と自動車板金工場があるため、道は整備されており自動車で近づくことも可能である。ただし隧道内には進入できないよう柵が設置されている。
- 網代側は自動車での進入は完全に不可能であり、手入れもされず草木が生い茂っており廃道化が進んでいる。